# Jeffrén Suárez
Jeffrén Isaac Suárez Bermúdez (Ciudad Bolívar, 20 de janeiro de 1988) é um futebolista venezuelano com cidadania espanhola que atua como ponta-direita. Atualmente joga no Al Dhaid, dos Emirados Árabes.

## Carreira

### Barcelona
Jeffrén estreou na equipe principal do Barcelona contra o Badalona, na temporada 2006–07, em um jogo da Copa do Rei. Ele substituiu o argentino Javier Saviola, entrando aos 83 minutos.
Durante a temporada 2007–08, defendendo o Barcelona B, marcou cinco gols, em trinta partidas, ajudando a equipe a retornar para a terceira divisão espanhola.
Na temporada 2008–09, Jeffrén teve nova oportunidade no elenco principal, quando foi chamado por Josep Guardiola, disputando todas as sete partidas da pré-temporada, tendo marcado dois gols, contra Fiorentina e New York Red Bulls. Sua estreia na La Liga aconteceu na derrota por 2 a 1 para o Mallorca, no dia 17 de maio de 2009.
No dia 19 de dezembro participou da grande final do Mundial de Clubes da FIFA. No jogo contra o Estudiantes, da Argentina, o Barcelona venceu por 2 a 1 com gol de Lionel Messi no segundo tempo da prorrogação, conquistando assim o Mundial de Clubes pela primeira vez.
Já na temporada 2010–11, Jeffrén continuou tendo chances no time principal e atuou num total de 13 partidas, sendo oito pelo Campeonato Espanhol.

### Sporting
No dia 3 de agosto de 2011, o Sporting acertou sua contratação para a temporada 2011–12. O clube português adquiriu o passe do jogador por cerca de 3,7 milhões de euros e estabeleceu sua cláusula de rescisão em 30 milhões. Ele assinou contrato até junho de 2016.

## Seleção Nacional
Jeffrén esteve presente no plantel da Seleção Espanhola que conquistou o Campeonato Europeu Sub-19 de 2006, tendo disputado oito partidas, marcando três gols.
Logo após este torneio, foi convocado pelo treinador da Seleção da Venezuela, Richard Páez, para a disputada da Copa América 2007, mas acabou recusando, expressando que ainda não tinha decidido qual país defenderia, apesar de defender a Espanha nas categorias de base.
No dia 6 de fevereiro de 2009, acabou recebendo o convite para defender a equipe sub-21 da Espanha, não podendo assim, mais defender sua seleção natal. Com o Sub-21 espanhol, venceu a Euro 2011, realizada na Dinamarca, ao lado de outros jogadores também naturalizados, como Thiago Alcântara.

## Títulos
Barcelona
- La Liga: 2008–09, 2009–10 e 2010–11
- Copa do Rei: 2008–09
- Supercopa da Espanha: 2009, 2010
- Liga dos Campeões da UEFA: 2008–09, 2010–11
- Supercopa da UEFA: 2009
- Mundial de Clubes da FIFA: 2009
- Copa Audi: 2011

Seleção Espanhola
- Euro Sub-19: 2006
- Euro Sub-21: 2011